# Антонин (Державин)
Епи́скоп Антони́н (в миру Ива́н Дми́триевич Держа́вин; 1831, Кондрыкино, Калужская губерния — 2 марта 1902, Псков) — епископ Русской православной церкви, епископ Псковский и Порховский.

## Биография
Родился в 1831 году в селе Кондрыкино Калужской губернии в семье священника.
В 1854 году окончил Московскую духовную академию со степенью кандидата богословия.
26 февраля 1855 года хиротонисан во пресвитера.
В 1861 году определён инспектором и учителем Белёвского духовного училища Тульской епархии.
В 1867 году при преобразовании училища по новому уставу, переименован помощником смотрителя.
В 1874 году во время крушения железнодорожного поезда, в котором он ехал, он чудесным образом остался цел и невредим, хотя был разрушен даже тот вагон, в котором он находился. «Великую неизреченную милость явил мне Господь Бог в ночь под 27 число декабря 1874 года в страшные минуты крушения пассажирского поезда близ станции „Сергиево“ на Московско-Курской железной дороге».
27 февраля 1875 года был пострижен в монашество и назначен настоятелем Белёвского Спасо-Преображенского монастыря.
1 апреля 1878 года возведён в сан архимандрита.
5 июня 1881 года архимандрит Антонин получил назначение на должность инспектора Вифанской духовной семинарии.
23 апреля 1883 года определением Синода назначен на должность настоятеля Сретенского монастыря.
С 29 июля 1883 года — член Московской Духовной Консистории.
Вступив в должность, новый настоятель сразу приступил к исправлению разных ветхостей в храмах монастыря.
27 ноября 1883 года хиротонисан во епископа Старицкого, викария Тверской епархии.
18 октября 1886 года перемещён на кафедру епископа Ковенского, первого викария Литовской епархии.
14 марта 1889 года назначен епископом Полоцким и Витебским.
Во время управления им Полоцкой епархией, при его содействии открыто женское училище при Тадулинском женском монастыре; устроено помещение для Витебского духовного училища, учреждена пенсионная касса для духовенства Полоцкой епархии, открыты богадельни и приют для призрения престарелых и воспитания малолетних сирот, кроме этого, стали проводиться религиозно-нравственные чтения для народа по всей епархии, открыта библиотека в Витебске с читальней и музеем, увеличено число церковно-приходских школ. Особенной попечительностью его пользовались учебные заведения.
С 3 сентября 1893 года — епископ Псковский и Порховский. В Псков прибыл 6 (18) октября.
В Псковской епархии заботами Преосвященного Антонина открыта богадельня для священнослужителей, заведены в церквах епархии церковные хоры, а в воскресные и праздничные дни чтение акафистов.
В начале июля 1901 года епископ Антонин заболел нервным расстройством, которое осложнилось болезнью печени и сужением пищевода. Эта болезнь ослабила силы, и владыка не мог уже совершать богослужений.
Скончался 2 марта 1902 года, погребен в кафедральном Троицком соборе Пскова.